# 牧场物语 连接新天地
《牧场物语 连接新天地》是一款由Marvelous AQL公司制作和发行的农村模拟类电子游戏。本游戏最初于2014年2月27日在日本地区任天堂3DS发行。
《牧场物语 连接新天地》主要叙述一个年轻的孩子经营Oak Tree镇农场的故事。
IGN给予本游戏8.4/10的分数。